# Amarcord
Amarcord je italsko-francouzský hraný film, který natočil v roce 1973 režisér Federico Fellini. Vycházel z vlastní autobiografické prózy Moje Rimini, spoluautorem scénáře byl Tonino Guerra. Název filmu je romaňskou nářeční podobou italského výrazu io mi ricordo – „vzpomínám si“. Film získal ceny Nastro d'Argento, David di Donatello, New York Film Critics Circle Award a Oscara za nejlepší cizojazyčný film, byl také nominován na Oscara v kategoriích nejlepší režie a nejlepšího scénáře.

## Děj
Film se odehrává v přímořském italském maloměstě v době před druhou světovou válkou. Chybí mu lineární děj, je mozaikou příhod, které zažívá v průběhu jednoho roku výrostek Titta. Jak se Fellini v jednom rozhovoru vyjádřil: „Rád bych jednou natočil film o lidech mého kraje, se všemi jejich pověrami, chybami i zdravým rozumem.“ Objevují se zde lyrické výjevy (bloudění v mlze, páv na zasněženém náměstí, příjezd obrovského zaoceánského parníku) i satira namířená na postavy učitelů nebo fašistických funkcionářů. Městečko obývají četné rázovité postavy, jako je Tittův bláznivý strýc Teo, nadšený průkopník motorismu Prďoch, výstřední šlechtická rodina či svérázný lidový filosof Giudizio; vytržení z rytmu všedních dnů přinášejí různé oslavy nebo příjezd bohatých turistů do místního hotelu.
Amarcord je ironickým obrazem italské národní povahy, v níž se radost ze života a smysl pro pospolitost spojuje s přehnanou úctou k autoritám, jako je církev, vláda nebo škola. Film je vyprávěn dětskýma očima, protože podle režiséra zobrazuje „určitý druh psychického bloku, ustrnutí v období dospívání“. Důležitou roli v něm hraje probouzející se sexualita, předměty touhy se pro dospívající chlapce stávají místní femme fatale Gradisca, bláznivá nymfomanka Volpina nebo trafikantka s přebujelým poprsím.

## Obsazení
- Bruno Zanin: Titta
- Pupella Maggiová: Tittova matka
- Armando Brancia: Tittův otec
- Stefano Proietti: Tittův bratr
- Giuseppe Ianigro: Tittův dědeček
- Ciccio Ingrassia: Tittův strýček Teo
- Magali Noëlová: Gradisca
- Josiane Tanzelliová: Volpina
- Maria Antonietta Beluzziová: trafikantka
- Donatella Gambiniová: Aldina
- Fernando De Felice: Ciccio
- Alvaro Vitali: Naso
- Luigi Rossi: advokát
- Mario Liberati: majitel kina
- Antonino Faà di Bruno: hrabě
- Aristide Caporale: Giudizio
- Gennaro Ombra: Biscein
- Mario del Vago: Prďoch
- Franco Magno: ředitel školy